# Kirche Friedersdorf (Markersdorf)

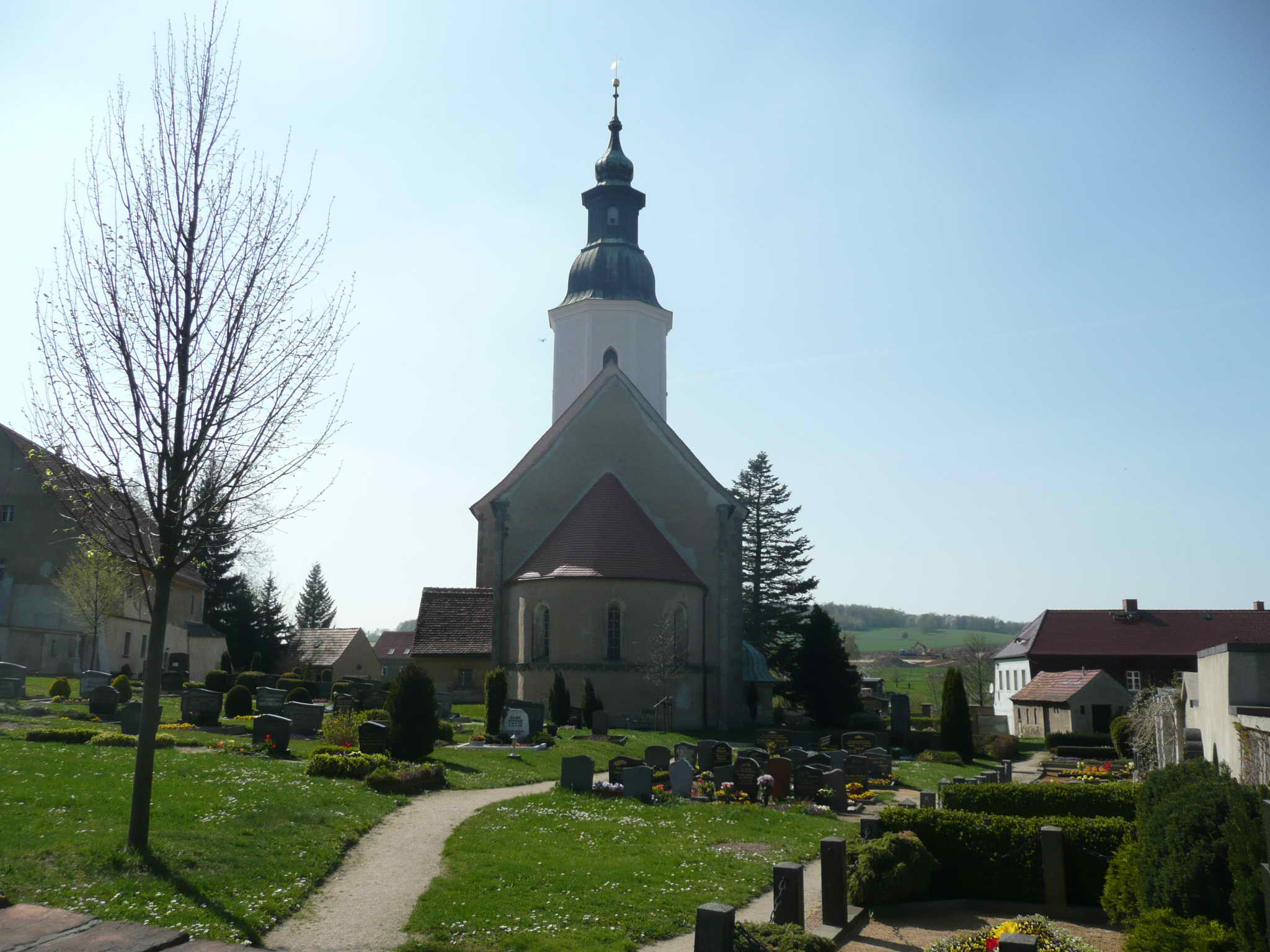
Kirche Friedersdorf (Markersdorf)

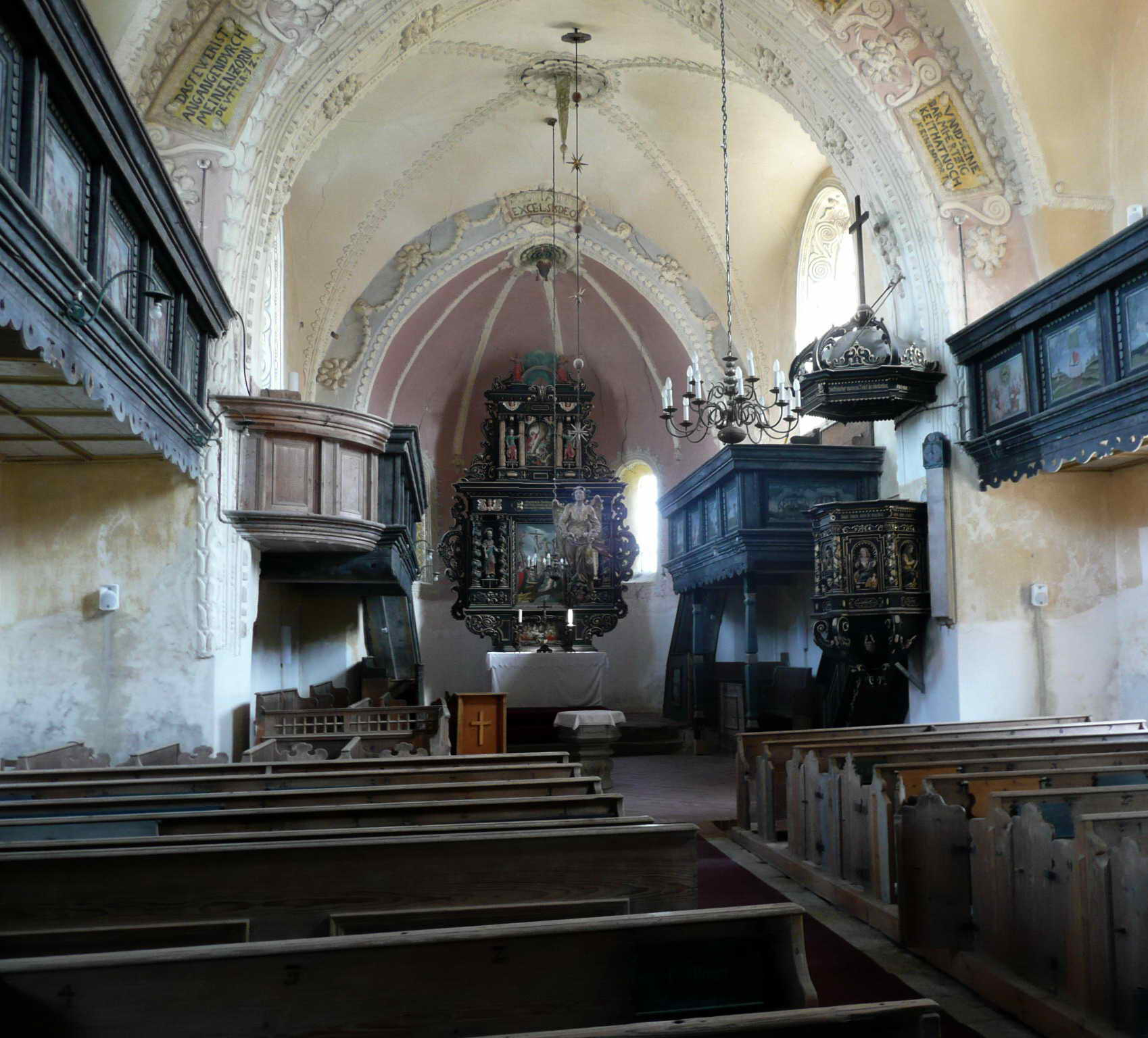
Innenansicht nach Osten

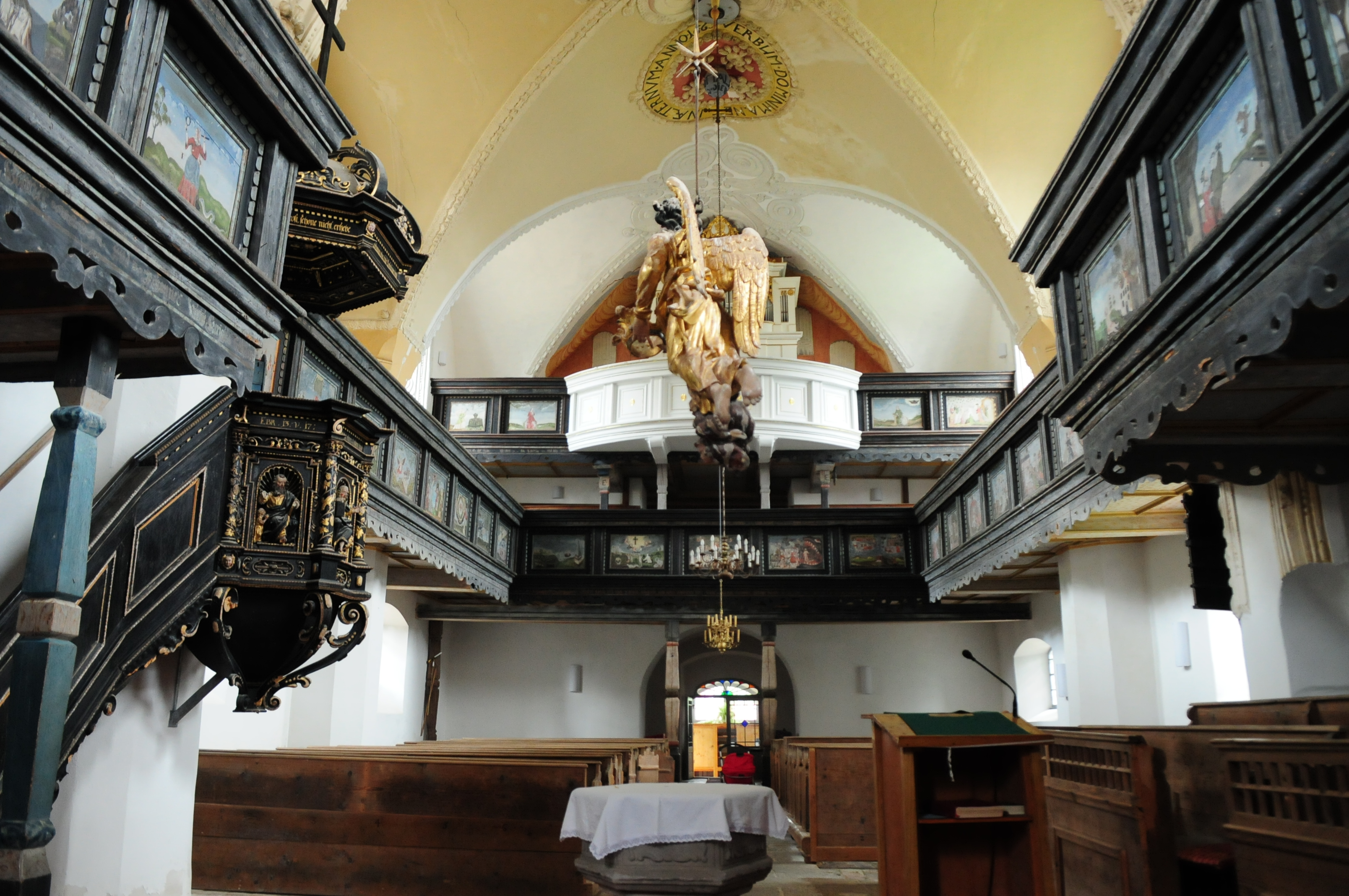
Innenansicht nach Westen

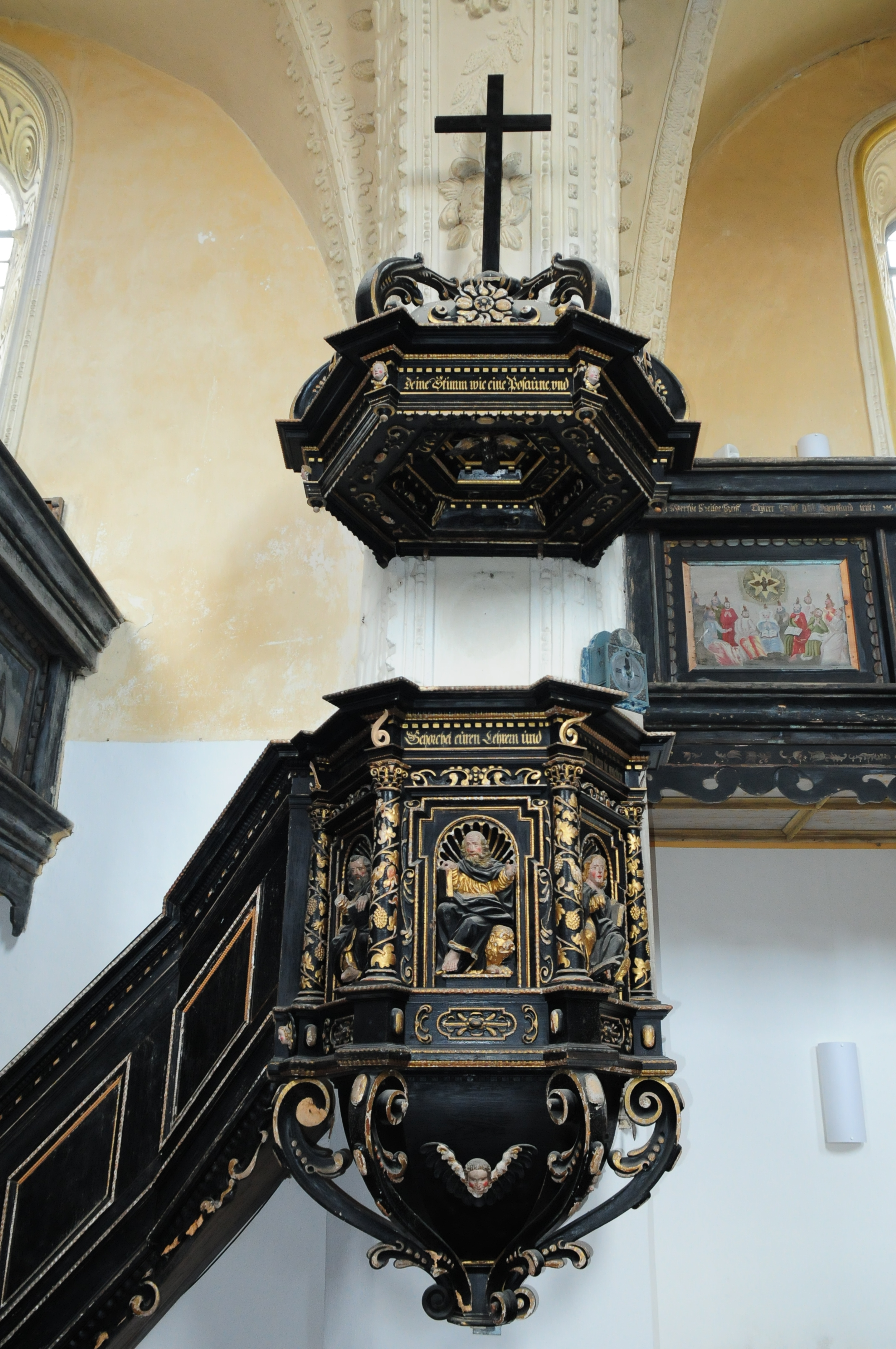
Kanzel

Die evangelische Dorfkirche Friedersdorf (auch: St. Ursula) ist eine frühgotische, barockisierte Saalkirche im Ortsteil Friedersdorf von Markersdorf im Landkreis Görlitz in Sachsen. Sie gehört zur Kirchengemeinde Friedersdorf im Kirchenkreis Schlesische Oberlausitz der Evangelischen Kirche Berlin-Brandenburg-schlesische Oberlausitz.

## Geschichte und Architektur
Die am Berghang südlich des Dorfes erbaute Saalkirche ist ein im Kern frühgotisches Bauwerk, das in den Jahren 1661–1663 nach einem Brand von Martin Pötzsch aus Bautzen umgestaltet und mit barocker Ausstattung versehen wurde. Sicherungsarbeiten erfolgten in den Jahren 1966 und 1992. Eine Restaurierung von Kanzel, Altar und Taufengel wurde in den Jahren 1994/95 vorgenommen. Weitere Restaurierungen der Emporenbilder erfolgten 2023 mit Unterstützung der Deutschen Stiftung Denkmalschutz.
Das Bauwerk ist ein verputzter Bruchsteinbau, der Saal mündet in einen eingezogenen Chor mit polygonalem Schluss aus sieben Seiten eines Zwölfecks. Der Chor wird durch drei Rundbogenfenster erhellt, darunter befindet sich ein Spitzbogenfries aus Sandstein. Südlich am Chor ist die Sakristei angebaut. Der Chor und der Saal sind mit Satteldach und Fledermausgauben versehen; das Dach der Apsis ist abgewalmt. An der Nordseite des Saals befindet sich ein niedriger, polygonaler Anbau mit geschweifter Kupferhaube, der vermutlich als Begräbniskapelle diente. Der hohe mittelalterliche Westturm wurde in den Jahren 1649–1661 durch Christoph König aus Böhmisch-Neustadt um ein achteckiges Obergeschoss ergänzt; der Turmhelm wurde 1763–1767 erbaut. An der Südseite zwischen Turm und Saal ist ein Treppenturm mit plastisch verziertem Gesims in Form von Eierstab und Blattornamenten aus dem 13. Jahrhundert erhalten. An der Turmwestseite befindet sich ein Vorbau mit zwei schlichten seitlichen Eingängen.
Der gesamte Kirchenraum ist reich mit kräftigem wulstigem Stuck ausgeschmückt. Die einjochige Vorhalle mit Kreuzgratgewölbe zeigt am Gewölbescheitel ein Stuckrelief mit kräftigen Voluten, Muscheln und einer hängenden Traube. Der annähernd quadratische Saal gliedert sich in zwei Joche mit Kreuzgratgewölbe auf eingezogenen Strebepfeilern, die Gewölbegurte sind mit stuckiertem Blattwerk versehen, in den beiden Scheitelpunkten sind kräftige Voluten aus Stuck eingefügt, das hintere Joch ist mit hängender Pyramide geschmückt, zwischen den Scheitelpunkten befindet sich ein farbig gefasstes Relief mit hängender Kugel und der Jahreszahl 1663. Ebenfalls am Chorbogen und den Fensterlaibungen sind stuckierte, farbig gefasste Ornament- und Inschriftfelder angeordnet. Der Chor ist mit reicher Stuckatur am Kreuzrippengewölbe versehen, im Süden und Norden enden die Gewölbedienste in einer männlichen und einer weiblichen Konsolfigur.
Die Apsis ist innen halbrund mit angeputzten Rippen ausgebildet, die mit Engelskopfkonsolen aufgefangen werden, die Sakristei ist mit einem Tonnengewölbe geschlossen. Im Westen ist eine doppelte Empore eingebaut, im Norden und Süden einfache mit dem Datum 1651. Beachtenswert sind die Brüstungsmalereien mit Themen aus dem Alten und Neuen Testament sowie christliche Emblemata mit der Jahreszahl 1729.

## Ausstattung
Der hölzerne barocke Altaraufbau in schwarz-goldener Fassung wurde 1668 von Georg Bahnisch aus Zittau mit einer Abendmahlsdarstellung in der Predella und einem darüber befindlichen Aufbau aus jeweils zwei gekuppelten Säulen mit schwerem, verkröpftem Gebälk gestaltet; das Altarbild zeigt die Kreuzigung, seitlich davon die Schnitzfiguren Petrus und Paulus, im Auszug ein Bild der Auferstehung, gerahmt von vier plastischen Engelsfiguren.
Vermutlich aus der gleichen Werkstatt stammt die reich gestaltete hölzerne Kanzel mit den plastischen Figuren der Evangelisten und Rollwerkornamentik am Korb; der Schalldeckel ist mit langen zurückgebogenen Akanthusblättern geschmückt und auf das Jahr 1668 datiert. Die schlichte Sandsteintaufe von 1606 wurde 1662 erneuert und die Schale nachträglich angegossen. Im Chorscheitel ist ein beachtenswerter barocker Taufengel aus Holz mit Krone in der Hand aufgehängt, datiert 1781.
Die Orgel mit Akanthusschmuck im Prospekt ist ein Werk von Johann Gottfried Augustin aus dem Jahr 1806, das unter Verwendung älteren Materials erbaut und in den Jahren 2012/13 restauriert wurde. Das Gestühl ist noch in alter Anordnung erhalten, in der unteren Empore mit einfachen Balken, an dem Rückenlehnen hochgeklappt und eingesetzt werden können.